# بركي (تركيا)
بِرْكِي (بالتركية: Birgi)‏ هو حيٌّ من أحياء ناحية أوده مش في ولاية إزمير بتركيا. صُنِّف بلدةً قبل إعادة تنظيم الحُكُومات المحليَّة التُركيَّة سنة 2013م. اسمُ الحي مُحرَّف عن الروميَّة «پِرگِيُون» = «Πυργίον»، ومعناه «البُرج الصغير».
عُرفت البلدة في العُصُور الكلاسيكيَّة القديمة بـ«دِيُس هِيَرون» (باليونانية: Διός Ἱερόν)‏، وقُصد بها «ملاذ زيوس»، وكانت إحدى مدينتين سُميتا بهذا الاسم. سُمِّيت «كرِستوپولِس» (باليونانية: Χριστούπολις)‏ خلال القرن السابع الميلادي ثُمَّ «پِرگِيُون» (باليونانية: Πυργίον)‏ بدايةً من القرن الثاني عشر الميلادي. فتح المُسلمون البلدة سنة 1307م، وصارت عاصمة إمارة آيدين، وخلال هذه الفترة زارها أمير الرحَّالة ابن بطوطة. ضُمَّت البلدة إلى الدولة العثمانية سنة 1390م مع سائر إمارة آيدين.
تشتهر البلدة بعمارتها السلجوقيَّة والعُثمانيَّة، وصنَّفتها مؤسسة حماية وتعزيز القيم البيئية والثقافية (بالتركية: Çevre ve Kültür Değerlerini Koruma ve Tanıtma Vakfı أو ÇEKÜL)‏ موقعًا من مواقع التُراث العالمي مُنذ سنة 1994م.